# 血小板浓缩物
血小板浓缩物是富含血小板的血液制品，用于血小板输注。

## 储存
为保持其功能正常运作，血小板通常储存在20至24°C的室温下。但是，血小板可以在其他温度下储存，包括冷藏和冷冻保存以备特定情况使用。
当储存在室温下时，血小板浓缩物需以每分钟60次的轻柔速度摇动，以使血小板保持悬浮状态。血小板可以在保持其功能的前提下储存长达七天。由于血小板浓缩物在室温下储存，一旦受到污染，则有细菌繁衍的风险。因此，应当采取措施防止这种情况发生。可以在采血后24至36小时内进行细菌筛查，进行病原体灭活，或将储存时间缩短至3至5天。

## 血小板添加剂溶液
最初，血小板浓缩物直接储存在捐献者自身的血浆中。如今，许多血库已改用血小板添加剂溶液来储存血小板浓缩物。通常，当从全血中分离血小板时，并非所有血浆都被移除，因为血小板需要一定体积的血浆才能与其他细胞清晰分离。添加血小板添加剂溶液能使血小板浓缩物能够储存五到七天。目前，血小板浓缩物通常储存在大约三分之一血浆和三分之二血小板添加剂溶液中。
血小板添加剂溶液含有支持血小板储存期间代谢的营养物质，通常为乙酸盐。乙酸盐代谢时，会消耗羟基离子，从而升高pH值。血小板添加剂溶液可能还含有缓冲液，以保持PH值在6.2以上。另外还可以在血小板浓缩物中添加钾和镁来防止血小板过早活化。由于血浆被稀释，对血浆抗原的过敏反应较少发生。此外，ABO抗体滴度降低了四分之一，使得ABO血型不相容输血变得更易获得成功。